# Nikolske (huyện)
Huyện Nikolske (tiếng Ukraina: Нікольський район, chuyển tự: Nikolʹsʹkyi raion) là một huyện của tỉnh Donetsk thuộc Ukraina. Huyện Volodarske có diện tích 1221 kilômét vuông, dân số theo điều tra dân số ngày 5 tháng 12 năm 2001 là 31169 người với mật độ 26 người/km2. Trung tâm huyện nằm ở Nikolske.